# Joan Peiró i Belis
Joan Peiró i Belis (Sants, 18 de febrer de 1887 - Paterna, 24 de juliol de 1942) fou un cristaller, cooperativista, sindicalista anarquista i polític català. Exercí de secretari general de la CNT en els anys 20 i de ministre d'Indústria d'Espanya durant la Segona República Espanyola. Morí afusellat per les autoritats franquistes.

## Trajectòria

### Infància i joventut
Als 8 anys començà a treballar en una fàbrica de vidre barcelonina i no va aprendre a llegir i a escriure fins als 22. Va seguir treballant en el sector del vidre, i juntament amb altres companys fundà la Cooperativa Cristalleries de Mataró, que mai abandonaria. La cooperativa del vidre oferia diferents serveis als associats: classes de primera ensenyança als seus fills; socors mutus en cas de necessitat per malaltia; un fons de redempció de quintes; el cafè de la cooperativa era un lloc de reunió on els associats gaudien de preus ajustats i en una petita sala de teatre adjacent se celebraven actuacions musicals i conferències. El 1907 es va casar amb Mercè Olives, obrera tèxtil, amb la que va tenir 3 fills (Joan, Josep i Lliberto) i 4 filles (Aurora, Aurèlia, Guillermina i Mercè).

### Militància sindical
Segons ell mateix, la seva militància sindical es va iniciar el 1906, començant a tenir càrrecs de responsabilitat entre 1915 i 1920, com ara secretari general de la "Federación Española de Vidrieros y Cristaleros" (1916-1920) i director de les publicacions "La Colmena Obrera" (òrgan dels sindicats de Badalona) i "El Vidrio" (portaveu dels vidriers federats). La seva agudesa intel·lectual el va portar més endavant a ser director del diari "Solidaridad Obrera" (1930) i també de la Revista Catalunya (1937).
Molt influenciat pel sindicalisme revolucionari francès, començà a tenir tasques de responsabilitat a la CNT després del Congrés de Sants (1918) de la Confederació Regional del Treball de Catalunya. Gràcies a la seva capacitat de treball, dots d'organitzador i gran prestigi, va ocupar els més alts càrrecs en aquesta organització. En el Congrés de La Comèdia (1919) defensà les federacions d'indústria, que foren rebutjades en aquella ocasió.
Va viure els anys més agitats de l'activitat sindical, els esdeveniments ocorreguts després de la vaga del 1919, on la CNT demostrà el seu poder d'organització i agitació sindical, aconseguint la jornada de vuit hores. La posterior resposta de la patronal amb el pistolerisme, que va causar la mort d'assenyats sindicalistescom Pau Sabater el 1919, Evelio Boal el 1921 i Salvador Seguí «El noi del sucre» l'any 1923, va obligar Joan Peiró a passar llargues temporades amagat i a la presó.

### Els anys vint
Durant els anys vint va patir la repressió desencadenada per l'estat i la patronal en contra el moviment obrer. L'any 1920 va sofrir dos atemptats i fou detingut i empresonat a Sòria i a Vitòria.
L'any 1922 fou elegit secretari general de la CNT. Durant la seva gestió es va celebrar la Conferència de Saragossa, en què es va aprovar la sortida de l'organització de la "Internacional Sindical Roja" i la seva afiliació a la reconstituïda "Associació Internacional dels Treballadors" (AIT). En aquesta mateixa conferència Peiró defensà amb Salvador Seguí, Angel Pestaña i Josep Viadiu la "moción política", molt criticada pels sectors més ortodoxos de l'organització.
Es va establir a Mataró el 1922 i el 1925 va dirigir la constitució de la Cooperativa Cristalleries de Mataró que ja havia intentat organitzar amb anterioritat. Amb la dictadura de Primo de Rivera la CNT va quedar il·legalitzada, les seves seus van ser censurades i les seves publicacions van ésser suspeses. Molts dels seus militants foren detinguts, i Peiró fou empresonat els anys 1925, 1927 i 1928. Aquest darrer any fou novament elegit Secretari General de la CNT. Va criticar a la UGT per la seva defensa de jurats mixtos durant aquella dictadura i també a Pestaña, amb el qual per altra banda coincidia en altres aspectes. També va criticar al sector més anarquista del sindicat, i malgrat que es va afiliar a la FAI mai hi va militar, defensant al contrari una organització de masses més sindicalista, i oposant-se als grups d'acció i a les minories de militants dirigents.
En els seus articles mostra una actitud crítica tant contra els pistolers contractats per la patronal per minvar el moviment obrer, com contra les bandes de pistolers pròximes a la CNT, el que es va anomenar anarquisme terrorista. “Els que assassinen gairebé diàriament, els que són essència i puntal del sindicat lliure, els que vesteixen gavardina i cobren de les patronals, no són obrers, fa temps que van deixar de ser-ho per convertir-se en professionals del crim.”, deia dels pistolers de la patronal, contractats pels empresaris més radicals i llurs organitzacions, que maldaven per fomentar els Sindicats Lliures, de tarannà carlí i col·laboracionista, durant els anys del pistolerisme.

### República i Guerra Civil
L'any 1930 va signar el manifest de "Intel·ligència Republicana" i va rebre nombroses crítiques internes que el van portar a retirar la seva signatura. Va seguir defensant les federacions d'indústria fins que en el congrés de la CNT del 1931 a Madrid va aconseguir un suport massiu davant les tesis faïstes. En aquest mateix congrés va donar suport a la ponència sobre la «Posició de la CNT envers les Corts Constituents» en la que es defensava que la proclamació de la República podria suposar un avanç per la classe treballadora. Aquesta ponència fou aprovada amb algunes modificacions malgrat l'oposició dels sectors faïstes que veien en aquesta un suport a la maquinària política burgesa.
També l'any 1931 va signar juntament amb 29 altres destacats cenetistes, entre els quals es trobava Angel Pestaña, el "Manifiesto Treintista", on s'analitzava la situació econòmica i social d'Espanya i es criticava tant al govern republicà com als sectors cenetistes més radicalitzats. La reacció d'aquests va provocar la dimissió de Pestaña del seu lloc en el comitè nacional de l'organització i la sortida dels sindicats de Sabadell als que posteriorment s'hi van afegir altres que van acabar constituint un bloc denominat «sindicats d'oposició». Tot i que Peiró va participar en aquesta escissió no va tenir responsabilitats destacades i va intentar establir ponts per evitar la ruptura definitiva. La unificació es va produir el 1936.
Després de l'alçament dels militars rebels, Peiró va actuar de vicepresident del comitè antifeixista de Mataró, enviant els seus fills al front, des del primer que es va allistar voluntàriament a la brigada d'Ascaso, fins a l'últim que va lluitar en l'anomenada “quinta del biberó” amb només 16 anys. Va defensar l'entrada de la CNT en els governs de Catalunya i Espanya i va plantejar una República Social Federal com a forma d'estat per a quan s'acabés la guerra.
Joan Peiró en aquest context escriu texts com “La causa de la Revolució i la franquesa” on denuncia els crims i els actes vandàlics, saquejos extorsions, etc. que s'estaven produint a Catalunya sota la revolució que s'havia iniciat després del cop d'estat, de la mateixa manera que no considera treballadors als partidaris i executors del pistolerisme sindical, tampoc considera verdaders revolucionaris als que es dediquen a assassinar clergues, burgesos i altres ciutadans contraris políticament a la revolució, que no siguin feixistes, enemics del poble, perquè la revolució lluita només contra el feixistes, per als que no defensa cap impunitat “Impunitat? Res d'impunitat. Els enemics del poble, a la forca o que siguin afusellats.” Però tan enemics del poble i de la revolució són el feixisme com els que es dediquen a aquests actes immorals a la rereguarda. De fet els qualifica d'amorals, lladres i assassins “amorals, els lladres i els assassins per professió i per instint” deshonrant als qui es juguen la vida en els fronts de guerra.
Amb Garcia Oliver, Federica Montseny i López fou un dels quatre ministres anarquistes en el govern de Largo Caballero, encarregat de la cartera d'Indústria. Des d'aquest lloc va elaborar el decret de confiscacions i intervenció en la indústria i va projectar la creació d'un banc de crèdit industrial, tot i que molts d'aquests projectes foren retallats o diluïts per Negrín.
A la caiguda del govern de Largo Caballero va tornar a Mataró i a la Cooperativa Cristalleries de Mataró, dedicant-se també a donar conferències sobre el seu pas pel govern i a publicar durs articles contra el PCE per les seves actuacions contra el Partit Obrer d'Unificació Marxista (POUM).
L'any 1937 va ser director de la primera publicació feta en català de la CNT la Revista Catalunya.
L'any 1938 va entrar de nou en el govern, ara presidit per Negrín, tot i que no amb el rang de ministre sinó de comissari general d'Energia Elèctrica, mantenint una actitud antiderrotista i proposant una certa revisió de l'anarcosindicalisme a la llum del desenvolupament, la revolució i la guerra.

### Exili, captura i mort
El 5 de febrer de 1939 va travessar la frontera francesa, sent breument detingut a Perpinyà, des d'on va anar a Narbona per reunir-se amb la seva família. Més tard va marxar a París amb l'objectiu de representar a la CNT en la Junta d'Ajuda als Refugiats Espanyols (JARE); la seva missió consistí a treure els refugiats cenetistes dels camps de concentració francesos i facilitar el seu trasllat a Mèxic.
Després de la invasió nazi va intentar fugir, però fou detingut quan es dirigia a Narbona i retornat a París, on les autoritats franceses van emetre contra ell una ordre d'expulsió del país amb l'objectiu d'apartar-lo de l'acció de la Gestapo i així passar a la zona no ocupada i després a Mèxic. Però va ser detingut un altre cop per les tropes nazis i portat a Trèveris (Alemanya).
El gener de 1941, el Ministeri d'Assumptes Exteriors franquista va sol·licitar la seva extradició, que es va materialitzar a Irun el 19 de febrer del mateix any, incomplint les lleis franceses i internacionals.
Se'l va traslladar a la "Dirección General de Seguridad" de Madrid, on fou interrogat i sotmès a maltractaments (va perdre diverses dents). Iniciat el procés i ajornat excepcionalment, se'l va traslladar a València l'abril de 1941. El desembre d'aquest any es va obrir el procés sumarial, un dels informes policials que es van demanar en el consell de guerra que el duria a l'afusellament dictava així. “Todos los individuos interrogados han coincidido en asegurar que es verdad que Peiró hizo campañas en sus escritos contra los asesinatos y desmanes que se realizaron, aunque siempre defendiendo sus ideales anarquistas, siendo prueba de ello los artículos que figuran en el periódico Libertad y en el libro Peligro en la retaguardia" durant el consell de guerra va aconseguir vint-i-huit testimonis de descàrrec contra les acusacions que se li imputaven, des de germans maristes fins a membres de la falange, com ara Luys Santamarina i la protesta de Ramón Serrano Suñer. Si tenim en compte l'estat de por i terror, i la persecució que es feia dels vençuts en la postguerra podem considerar que la lluita contra les injustícies i els assassins de la rereguarda feta per Peiró va ser tan aferrissada com la mateixa lluita per la revolució. Tanmateix, la seva reiterada negativa a la proposta del govern de dirigir els sindicats franquistes determinaria la seva condemna.
El maig de 1942 el fiscal va formular les acusacions, un mes més tard li fou assignat el defensor militar d'ofici i el 21 de juliol fou pronunciada la sentència de mort. Tres dies més tard seria afusellat amb sis cenetistes més en el camp de tir de Paterna.
Tot i que el 2006 les filles de Joan Peiró van demanar l'anul·lació del judici, el Tribunal Suprem d'Espanya es va negar a revisar-lo.
El 2017, amb motiu dels setanta-cinc anys del seu afusellament, es van celebrar un seguit d'actes de commemoració com ara xerrades, exposicions, rutes, un documental i l'espectacle Peiró42, estrenat el 21 d'octubre del 2017 al Teatre Monumental de Mataró.

## Obres publicades
- Trayectoria de la Confederación Nacional del Trabajo (páginas de crítica y de afirmación) (1925).
- Ideas sobre Sindicalismo y Anarquismo (1930).
- Perill a la rereguarda (1936).
- Problemas y cintarazos (1939). Quasi tota l'edició original d'aquest llibre fou destruïda en entrar les tropes de Franco a Barcelona. Un dels dos exemplars que se salvaren va servir per a la reedició que se'n feu a Rennes, el 1946.[8]